# بنتلي بي أر 1

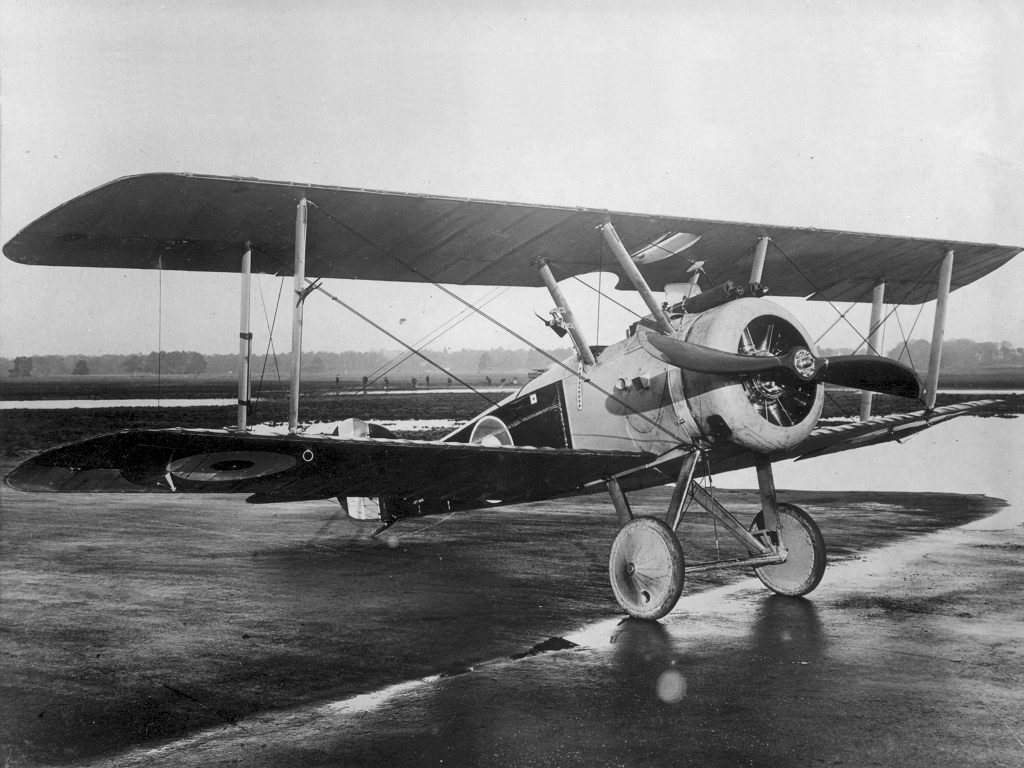
طائرة سوبويث كاميل، استخدمت في القوات الجوية الملكية في الفترة من 1914 إلى 1916

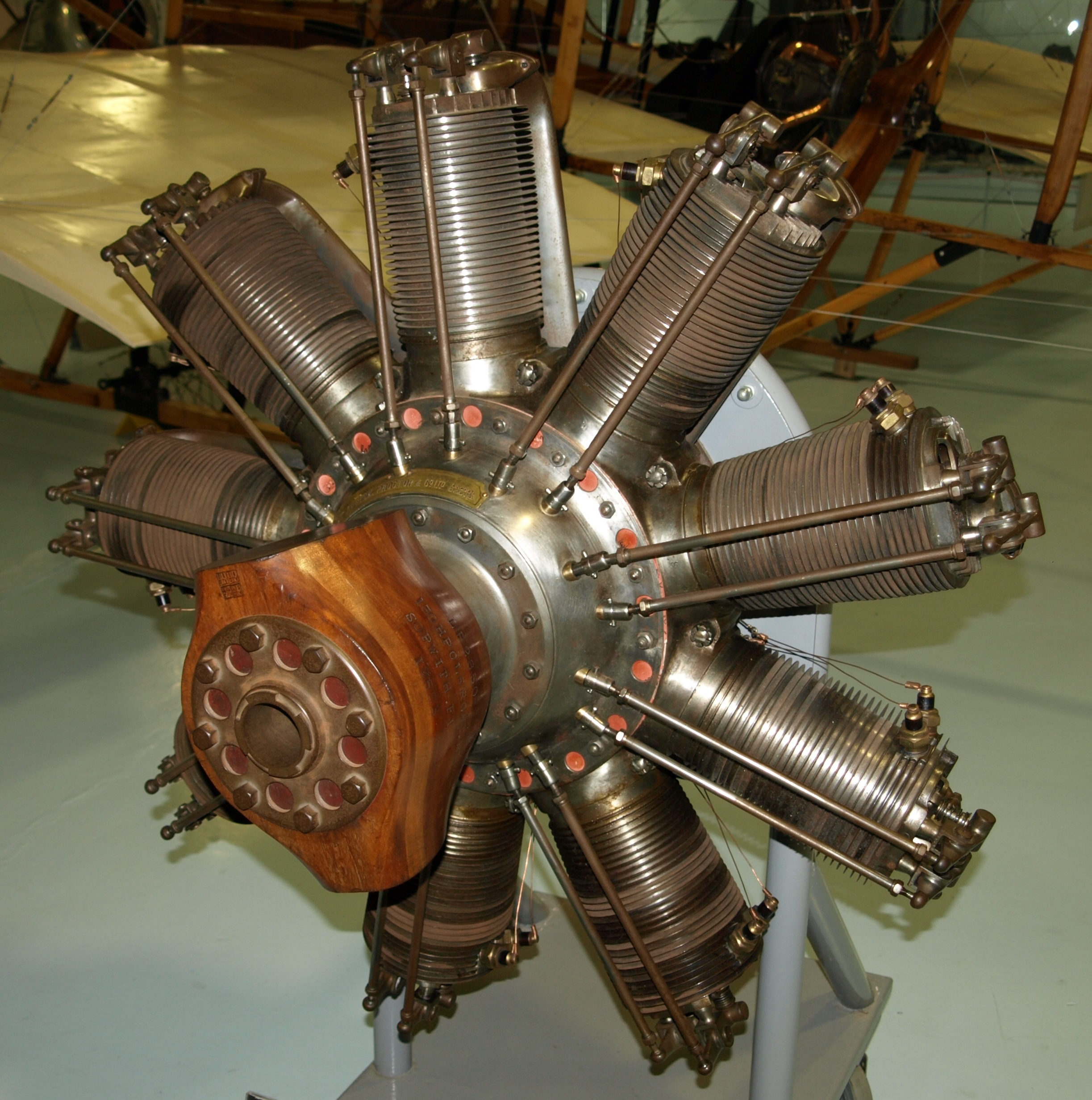
محرك كليرجت 9 بي الدوار.

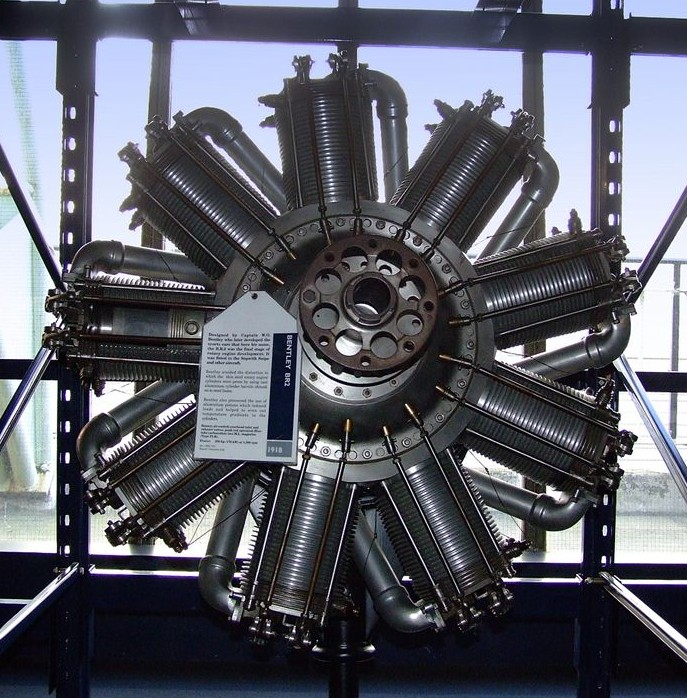
محرك بي أر 2

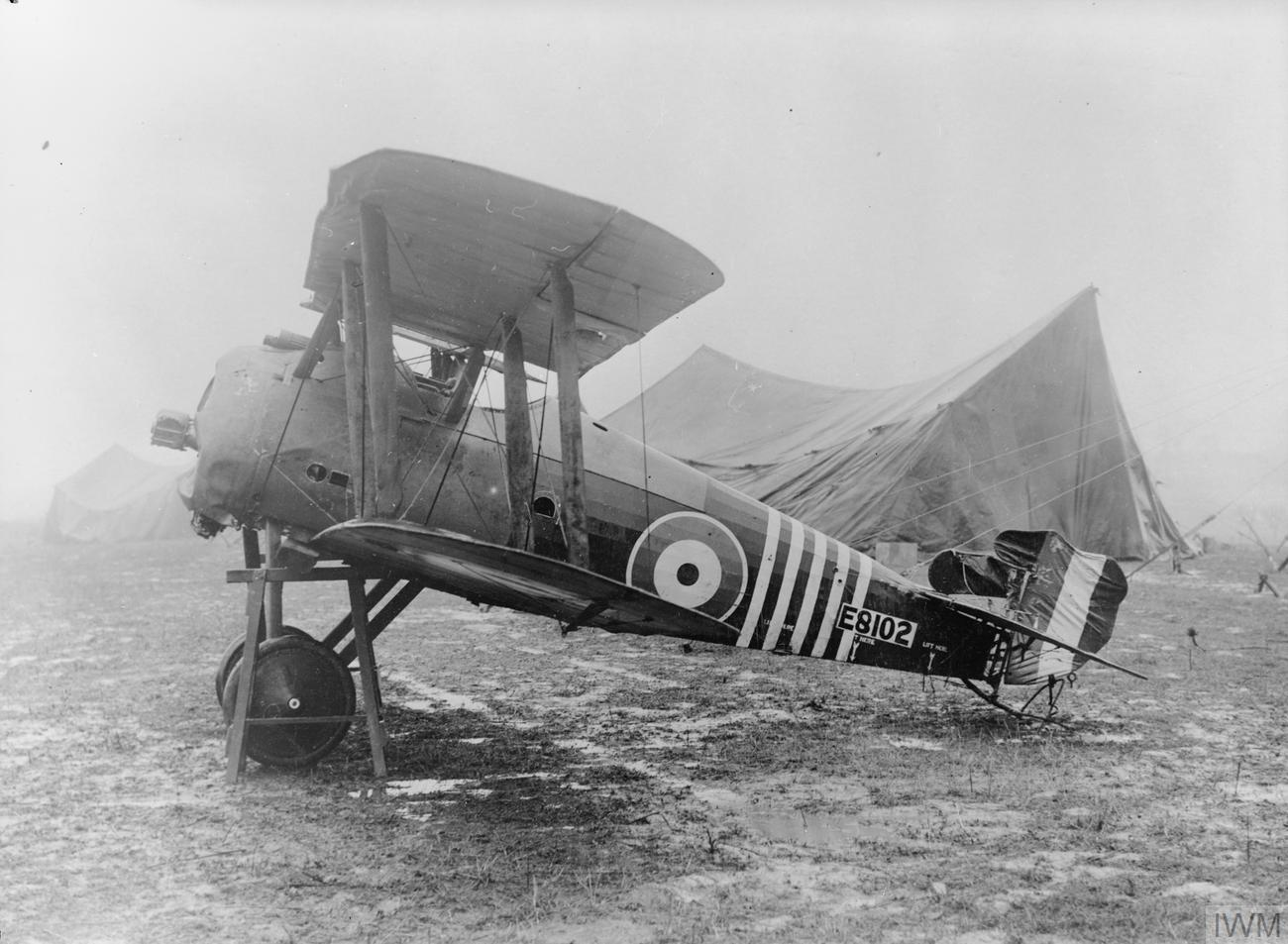
طائرة سوبويث سنايب

بنتلي بي أر 1 محرك طائرة من النوع المكبسي الدوار، استُخدم في الحرب العالمية الأولى. صُمم المحرك بواسطة ولتر أوين بنتلي مصمم محركات السيارات، وتم إنتاجه بأعداد كبيرة، ليصبح واحد من محطات الطاقة الرئيسية لسوبويث كاميل.

## تصميم وتطوير
كان محرك كليرجت 9 بي، البالغة قدرته 130 حصان (97 كيلو وات)، أحد المحركات الهامة للخدمات الجوية للأسطول الملكي البريطاني والقوات الجوية الملكية، أُنتج في بريطانيا وتم استخدامه لتشغيل العديد من الطائرات البريطانية الهامة، من بينها طائرة سوبويث كاميل.
على الرغم من ذلك، كان ثمن المحرك مرتفعا حيث بلغ 907 جنيه إسترليني، بالإضافة لتعرضه للسخونه الزائدة، لذلك طلبت الأميرالية من ولتر أوين بنتلي، أحد مصممي المحركات قبل الحرب،  أن ينتج طرازا معدلا من المحرك متجنبا هذه المشاكل.
عاد بنتلي بفكرته عن محرك مكون من أسطوانات من الألومنيوم مع بطانة من الحديد الزهر، ومكابس من الألومنيوم أيضا. كما استخدم الحقن الثنائي لتحسين عملية حرق الوقود، وتم زيادة طول مشوار المكبس إلى 6.7 إنش (17 سم)، مما أدى لزيادة قدرة المحرك إلى 150 حصان (110 كيلو وات).
أيضا انخفضت تكلفة المحرك إلى 605 جنيه إسترليني للمحرك الواحد

عُرف المحرك المعدل، في البداية باسم ايه.أر.1 اختصار «الأميرالية الدوار»، لكنه لاحقا عُرف باسم بي أر.1 اختصار «بنتلي الدوار» وتم تصنيعه بكميات، على الرغم أنه في البداية كان يُصنع طبقا لطلبات الأميرالية. تم توحيد المحركات لتُستخدم في أسراب طائرات سوبويث كاميل، لكن لسوء الحظ لم تكن محركات بي أر 1 كافية أبدا لاستبدال محركات كليرجت الأقل أداءا والباهظة الثمن،  في الخدمة البريطانية، واستمرات معظم أسراب طائرات كاميل في استخدام محركات كليرجت، وفي الحقيقة، استمرت شهادة إنتاج محركات كليرجت.
تم تطوير محرك بي أر 1 إلى محرك بي أر 2، محرك أثقل وأقوى، قام بتشغيل الكثير من الطائرات، من ضمنها، طائرة كاميل حيث استبدلت محركها القديم به، وطائرة سوبويث سنايب.

## التطبيقات
- سوبويث كاميل
- أفرو 536
- ويستلاند إن.1 بي
- بورت فيكتوريا بي.في.9

## المواصفات

### مواصفات عامة
- النوع: محرك مكبسي دوار، 9 إسطوانات، تبريد بالهواء.
- قُطر الأسطوانة: 4.72 بوصة (120 مم).
- شوط المكبس:6.69 بوصة (170 مم).
- سعة المحرك: 1055.9 بوصة مكعب (17.3 لتر).
- الوزن: 397 باوند (180 كغم).

### المكونات
- الأسطوانات: 9 إسطوانات.
- نظام التبريد: تبريد بالهواء.

### الأداء
- القدرة الناتجة: قدرة فرملية 150 حصان (110 كيلو وات) عند سرعة 1250 دورة/دقيقة.
- إستهلاك الوقود:11 جالون/ساعة (50 لتر/ساعة).
- إستهلاك الزيت: 6.8 لتر/ساعة.
- نسبة القدرة إلى الوزن:0.38 قدرة فرملية حصانية/باوند